# (29146) McHone
(29146) McHone (1988 FN) – planetoida z pasa głównego asteroid okrążająca Słońce w ciągu 3,72 lat w średniej odległości 2,4 j.a. Odkryta 17 marca 1988 roku.